# Pawliwka (rejon wołnowaski)
Pawliwka (ukr. Павлівка) – wieś na Ukrainie, w obwodzie donieckim, w rejonie wołnowaskim. W 2001 liczyła 2505 mieszkańców.